# Arbejderforeningen af 1860
Arbejderforeningen af 1860 (fra 1929 Foreningen af 1860) er en dansk arbejderforening der stiftet den 20. september 1860 på Nørre Voldgade 90-94. Den har til formål at udbrede oplysning og dannelse blandt den arbejdende klasse som betingelse for dennes såvel åndelige som materielle udvikling den lader derfor afholde populære foredrag, oplæsninger, koncerter og besøg på industrielle etablissementer mm. Foreningens lederskab bestod i begyndelsen af førende borgerlige skikkelser.
Den har et ca 20.000 bind stort bibliotek og en af Staten anerkendt sygekasse og havde omkring år 1900 ca 2100 medlemmer. Foreningen ejede bygningen ved Nørre Voldgade, som den købte 1873 og hvori der bl.a. er en stor festsal med galleri, indviet 1875.
Foreningen lod opføre 150 byggeforeningshuse på Tagensvej.
Foreningen af 1860 eksisterer stadig, nu med adresse i Bredgade.

## Formænd
Denne liste er ufuldstændig; hjælp gerne med at udfylde den.
- 1860-1879 C.V. Rimestad
- 1879-1886 Carl Holten
- -1897 Niels Rasmussen
- 1890 Overlærer Henr. Smith[1]
- 1897-1925 H.O.G. Ellinger
- 1925-1930 Johan Thomas Lundbye
- 1935-1948 H.T. Rimestad